# Órgãos de Apoio da Polícia Militar do Paraná
Órgãos de Apoio são setores que gerenciam a logística da estrutura da Polícia Militar do Paraná (PMPR); realizando:  as atividades-meio da Corporação, atendendo às necessidades de pessoal, de animais (equinos e canídeos) e de material de toda a Polícia Militar, atuando em cumprimento das diretrizes e ordens dos órgãos de direção.

## Estrutura
Os órgãos de apoio da PMPR são constituídos pelas seguintes diretorias:

### Diretoria de Apoio Logístico

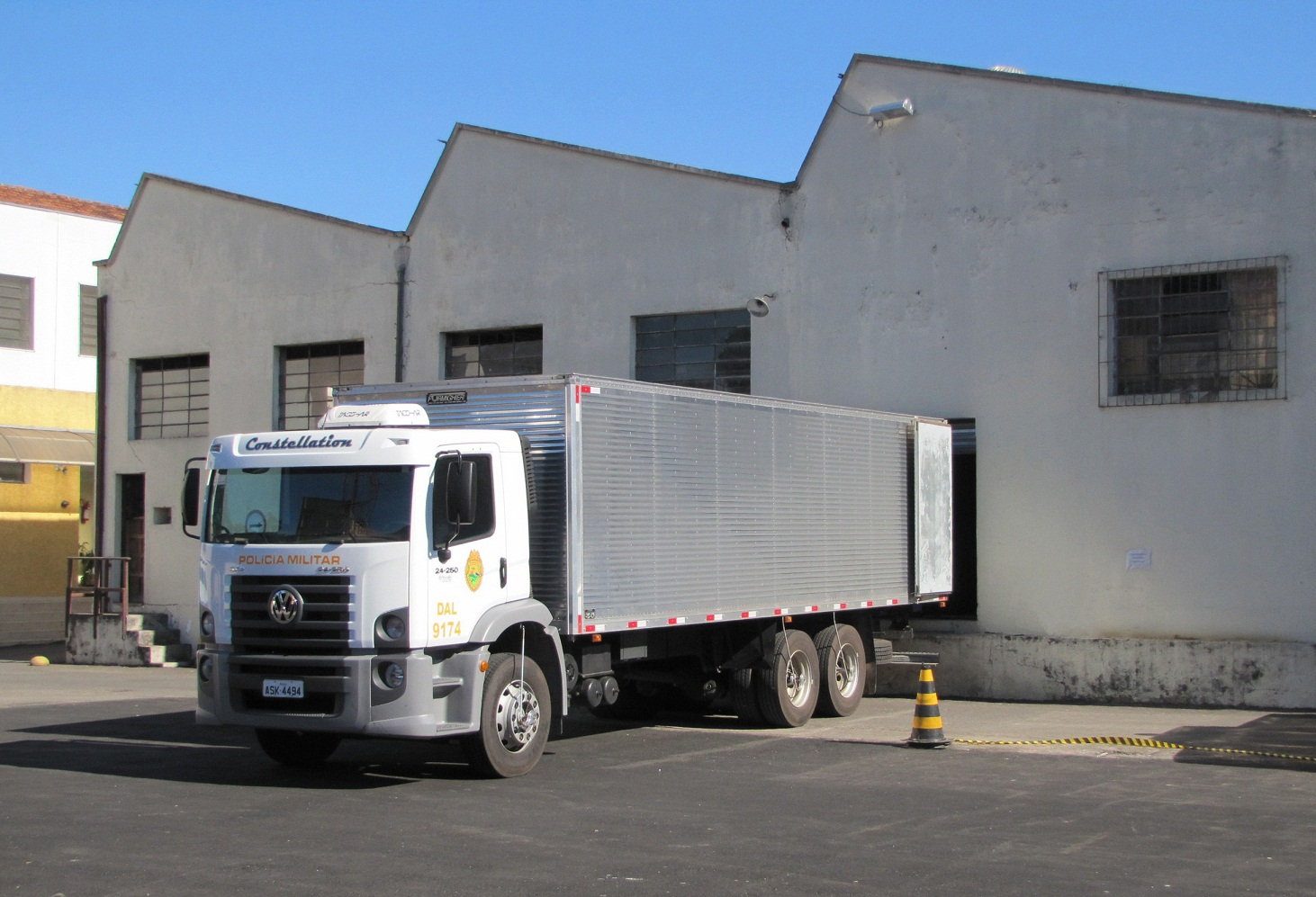
Viatura e depósito da DAL. Os veículos que prestam serviço administrativo possuem cores difenciadas dos de serviço de policiamento.

Originária do antigo Serviço de Arrecadação Geral, criado em 30 de março de 1874.
Sua designação atual provém da Lei de Organização Básica da PMPR, de 1976.
- Setor administrativo

DAL/1 - Seção de Suprimento e Comunicação;
DAL/2 - Seção de Manutenção;
DAL/3 - Seção de Patrimônio.
Subseção de Inquérito Técnico (SIT)
- Centro de Suprimento e Manutenção de Material Bélico (CSM/MB)

Seção de Recebimento, Armazenagem e Distribuição;
Seção de Armas e Munições (SAM);
Oficina de Motomecanização;
Oficina de Comunicações.
- Centro de Suprimento e Manutenção de Obras (CSM/O)

Seção de Recebimento, Armazenagem e Distribuição;
Seção de Oficinas.
- Centro de Suprimento e Manutenção de Intendência (CSM/Int)

Seção de Recebimento, Armazenagem e Distribuição;
Seção de Oficinas.

### Diretoria de Ensino e Pesquisa

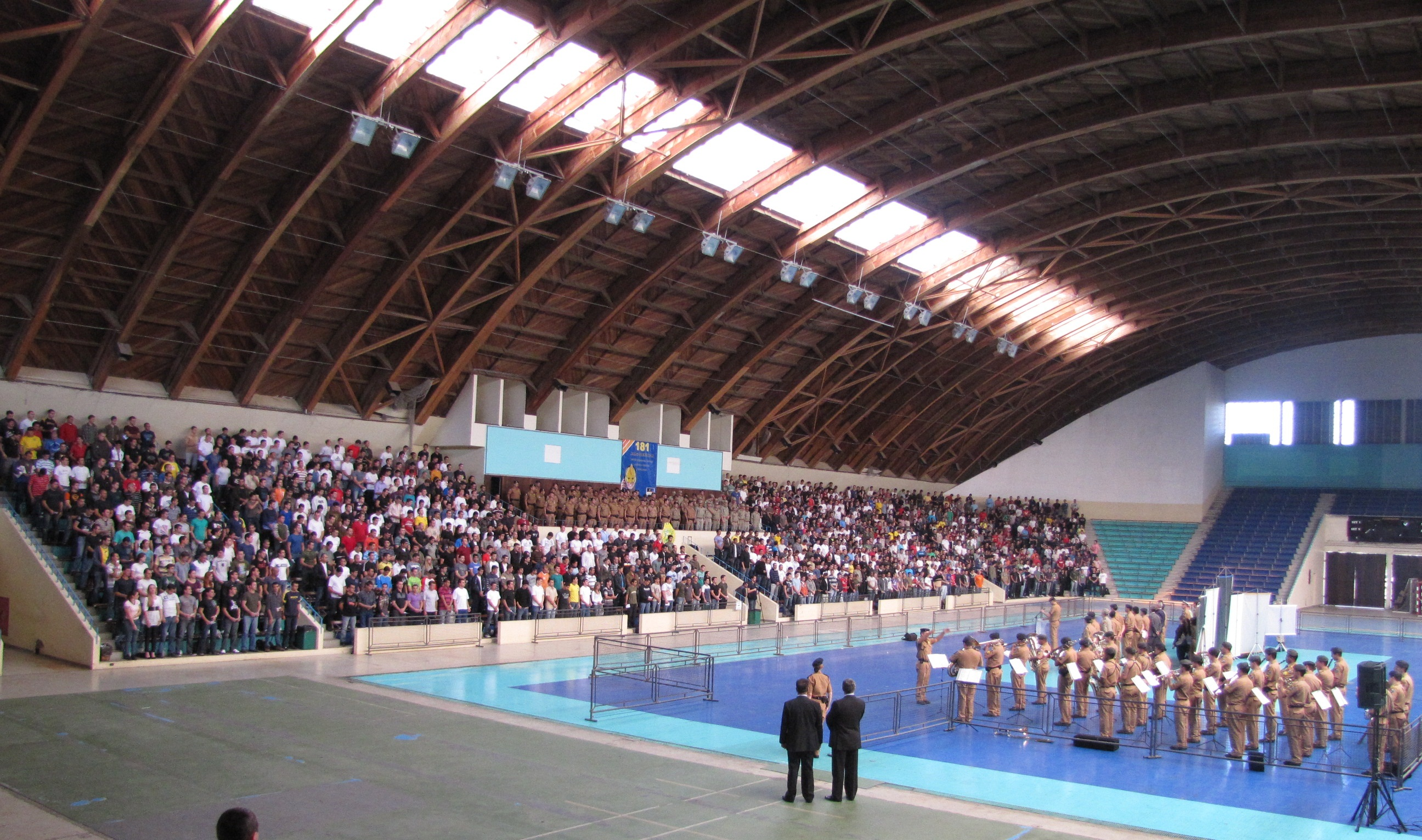
Recepção aos soldados aprovados no Concurso de 2010.

- Setor administrativo

DEP/1 - Seção Técnica;
DEP/2 - Seção de Formação;
DEP/3 - Seção de Especialização e Aperfeiçoamento;
DEP/4 - Seção de Concursos Internos;
DEP/5 - Seção de Educação Física e Desportos.
- Academia Policial Militar do Guatupê (APMG)

Destina-se à formação, aperfeiçoamento, especialização, e atualização do efetivo da PMPR, de outras corporações policiais-militares e bombeiros-militares da Federação; bem como, quando for o caso, de oficiais militares federais (forças armadas) e civis que trabalhem na área de defesa social. Destina-se ainda ao desenvolvimento de estudos e pesquisas técnicas e científicas no setor de defesa e segurança social.
- Colégio da Polícia Militar (CPM)

Destina-se prioritariamente a execução da formação dos militares estaduais e seus dependentes, podendo ser estendido à comunidade, de acordo com a disponibilidade de vagas, no que concerne ao ensino fundamental, médio e preparatório cívico-militar. Funciona de acordo com as prescrições da Lei de Diretrizes e Bases da Educação Nacional; das Normas do Sistema de Ensino da PMPR; do Regulamento Interno; e das normatizações da Secretaria Estadual de Ensino do Paraná e da Secretaria de Segurança.
- Centro de Ensino e Instrução (CEI)

O CEI está organicamente vinculado ao Corpo de Bombeiros e destina-se à formação técnica, instrução de manutenção, e atualização do efetivo bombeiro-militar; bem como, do atendimento da formação de pessoal civil para atuação na área de defesa civil.
- Seção de Educação Física e Desportos (SEFID)

Destina-se ao controle e execução das atividades de educação física e desportos da PMPR. É também responsável pelo desenvolvimento de estudos e pesquisas técnicas nessa área.
Principais cursos:
- Curso Superior de Polícia (CSP)

Destinado à realização de altos estudos da atividade de Administração e Segurança Pública, visando capacitar oficiais superiores ao desempenho e exercício das atividades inerentes ao planejamento, comando, coordenação, controle e direção superior da Corporação.
- Curso de Adaptação de Oficiais do Quadro de Saúde (CAOQS)

Destinado à formação especial dos Oficiais do Quadro de Saúde, visando o conhecimento e a sua adaptação à carreira militar estadual e ao oficialato.
- Curso Especial de Oficiais (CEO)

Destinado a capacitar o subtenente e primeiro sargento a ingressar no oficialato.
- Curso de Formação (CF)

Destinado a fornecer conhecimentos técnicos gerais, indispensáveis para o exercício de cargo, função ou qualificação policial-militar/bombeiro-militar.
| Curso de Formação de Oficiais | Curso de Formação de Sargentos | Curso de Formação de Cabos | Curso de Formação de Soldados |

- Curso de Atualização Profissional (CAP)

Destinado à atualização permanente do militar estadual em áreas e assuntos específicos, visando suprir de imediato as necessidades da Corporação, bem como ampliar o nível de conhecimentos obtidos em outros cursos.
- Curso de Aperfeiçoamento (CA)

Objetiva atualizar e ampliar o nível de conhecimentos técnico-profissionais necessários ao exercício e desempenho de funções próprias dos postos superiores e graduações específicas da Corporação, objetivando o aprimoramento da personalidade e evolução intelectual do militar estadual.
Curso de Aperfeiçoamento de Oficiais (CAO):
- Destinado aos Oficiais Intermediários (Capitães), como requisito legal para alcançar o Oficialato Superior.
Curso de Aperfeiçoamento de Sargentos (CAS):
- Destinados aos 2º Sargentos, como requisito legal para alcançar a graduação de Subtenente, última graduação dos Praças.
- Curso de Especialização (CE)

Destinado ao aprofundamento específico de técnica ou conhecimento técnico-profissional.
| Equitação                              | Esgrima                         | Controle de Distúrbios Civis | Guerra Não Convencional                    |
| Organização e Técnica de Patrulhamento | Prevenção e Combate a Incêndios | Defesa Pessoal               | Prevenção e Combate a Incêndios Florestais |
| Operações de Busca e Salvamento        | Guarda Vidas                    | Operações Especiais          | Técnica de Ensino                          |
| Informações                            | Monitor de Instrução            | Intensivo de Trânsito        | Polícia Judiciária                         |
| Monitor de Ensino                      | Monitor de Educação Física      | Monitor de Tiro              | Condutor de Viatura Policial Militar       |
| Instrutor de Educação Física           | Instrutor de Armas de Fogo      | Socorrista                   | Policiamento Montado                       |

### Diretoria de Finanças
A Diretoria de Finanças (DF) possui sua origem no antigo Serviço de Fundos criado em 5 de janeiro de 1951. Sua designação atual provém da Lei de Organização Básica da PMPR, de 1976.
- Estrutura administrativa

DF/1 - Seção de Administração Financeira;
DF/2 - Seção de Auditoria;
DF/3 - Seção de Acompanhamento das Unidades Orçamentárias;
DF/4 - Seção de Contratos e Convênios;
DF/5 - Seção Administrativa do Conselho Econômico e Financeiro (CEF);
DF/6 - Seção Administrativa do Fundo de Modernização da Polícia Militar (FUMPM);
DF/7 - Seção Administrativa do Fundo Rotativo.

### Diretoria de Pessoal

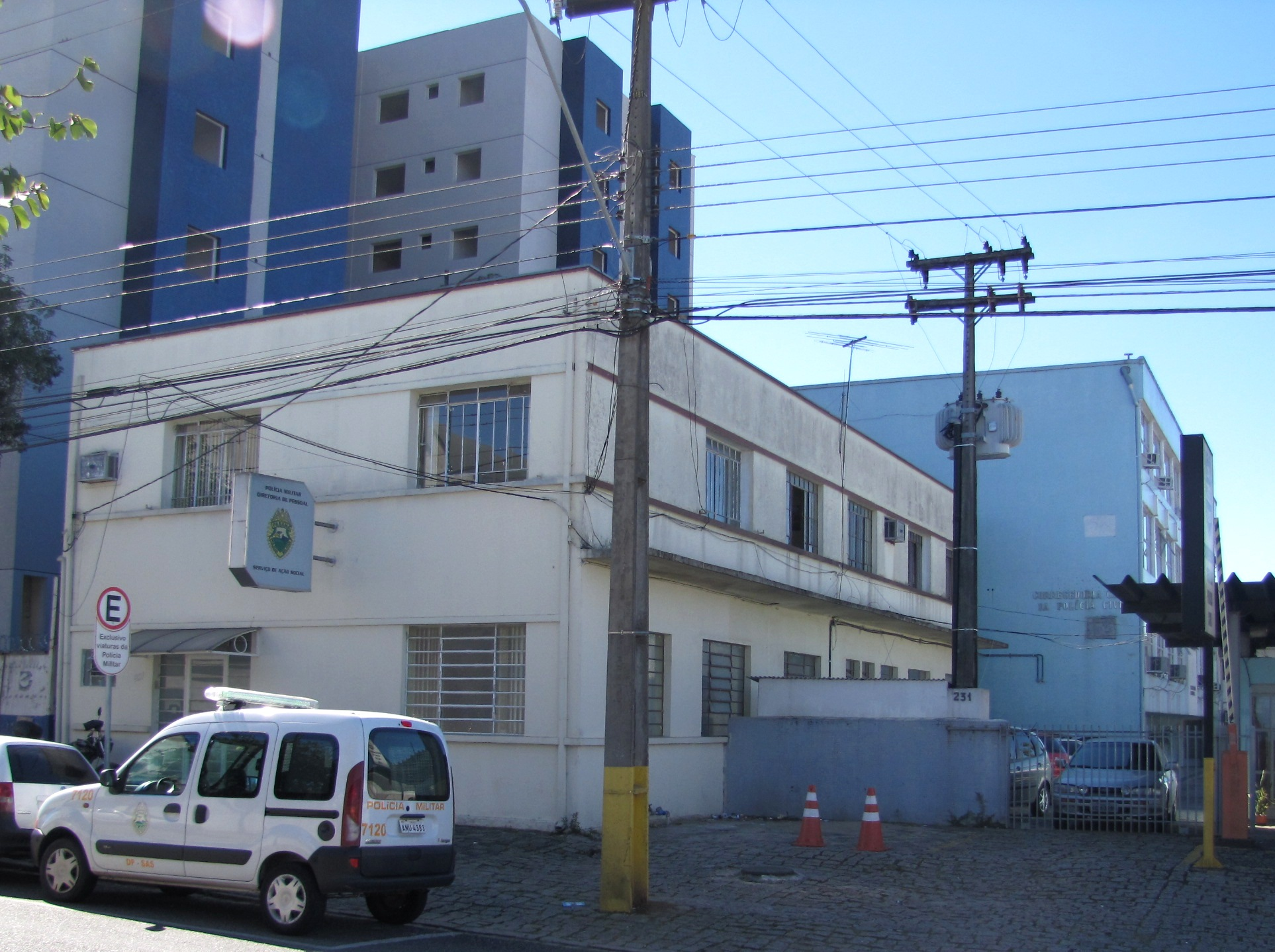
Sede da Seção de Ação Social (SAS). Antigo aquartelamento da polícia feminina.

- Setor administrativo

DP/1 - Seção de Cadastro, Avaliação e Implantação;
Subseção de Mobilização de Pessoal;
Subseção de Identificação;
Subseção de Implantação e Cadastro.
DP/2 - Seção de Movimentação e Promoções;
Comissão de Promoções de Oficiais (CPO);
Comissão de Promoções de Praças (CPP);
Comissão de Mérito - Concessão de Medalhas e Diplomas (CM).
DP/3 - Seção de Ação Social - SAS;
DP/4 - Seção de Pessoal Civil, Inativos e Pensionistas;
DP/5 - Seção de Direitos;
DP/6 - Seção de Protocolo.
- Centro de Recrutamento e Seleção (CRS)

O CRS é uma Unidade de Apoio da PMPR. Foi criada pelo Decreto 16.316, de 27 de outubro de 1964, e suas missões regulamentares são:
Recrutar e selecionar pessoal para a PMPR;
Coordenar e controlar os processos de ingresso na PMPR;
Elaborar sumários e relatórios pertinentes às suas atividades;
Realizar a análise do custo do recrutamento e da seleção de pessoal;
Apresentar propostas de editais destinados a regular o ingresso na PMPR;
Manter os documentos relacionados aos processos de ingresso em arquivo, observadas as disposições legais e regulamentares;
Publicar os editais para ingresso na PMPR;
Regular e processar o ingresso dos selecionados na PMPR;
Providenciar a prestação de contas dos concursos públicos ao órgão competente.

### Diretoria de Saúde
No período do Império não havia a atual distinção entre União e Estado, e o atendimento médico-hospitalar dos policiais militares era feito nas enfermarias do Exército. Na Província do Paraná existiam duas enfermarias militares; uma em Curitiba e outra em Paranaguá. A primeira enfermaria da corporação foi somente criada em 1866, pelo então Comandante-Geral, Capitão Manoel Eufrásio de Assumpção. Em 1880, com a criação Santa Casa de Misericórdia de Curitiba, destinou-se uma ala ao atendimento das unidades militares da região; dentre elas o Corpo Policial da Província (PMPR), mediante uma contribuição paga pelos próprios militares.
Com a Proclamação da República, e a subsequente separação entre as atribuições da União e do Estado, foi criada no Regimento de Segurança do Paraná (PMPR) a função de cirurgião-médico, com o posto de capitão. Em 1917 foi instituído o Serviço de Saúde na Força Militar do Estado (PMPR). Em 1952 foi organizado um pequeno Hospital de Emergência dentro das próprias instalações do Quartel do Comando Geral (QCG). E em 1957 o Poder Executivo abriu um crédito especial para a compra de um edifício destinado ao Hospital da Polícia Militar; sendo em 31 de janeiro de 1958 inauguradas suas instalações no bairro Jardim Botânico.

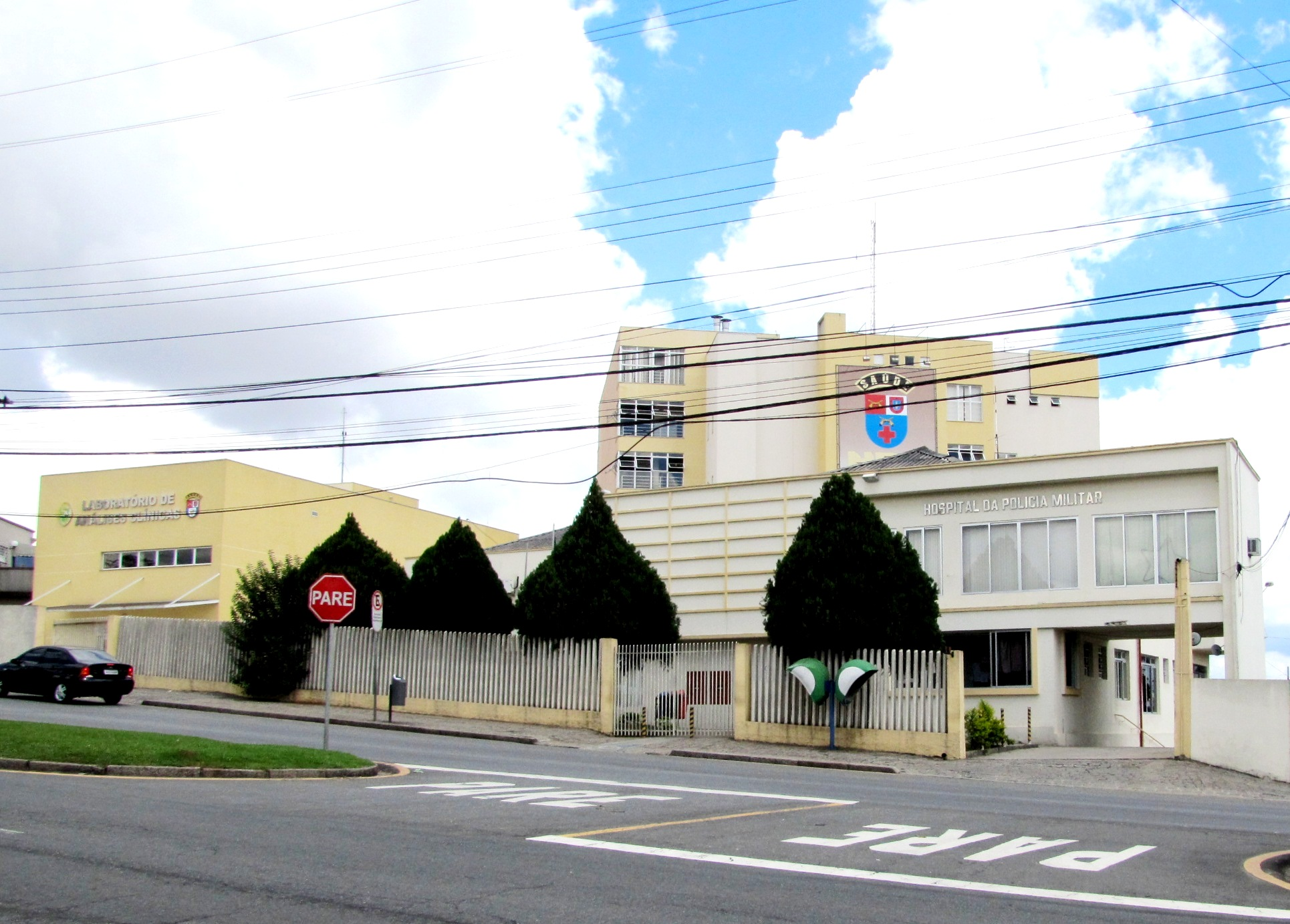
Hospital da Polícia Militar do Paraná - 2010.

#### Hospitalda Polícia Militar (HPM)
Administração
Divisão Médica;
Divisão de Pessoal;
Divisão de Apoio;
Divisão de Serviços;
Divisão de Serviços Complementares;
Junta Médica (JM);
Comissão de Controle de Infecção Hospitalar (CCIH);
Seção de Pesquisas e Análises;
Arquivo Médico.
O atendimento do Hospital da Polícia Militar é priorizado aos militares estaduais, da ativa, inativa (reserva e aposentados) e seus dependentes, da Capital, Região Metropolitana de Curitiba e Litoral. O HPM também recebe os dependentes do restante do Estado, desde que sejam atendimentos especiais (cirurgias; UTI; internamentos; etc.), quando as regionais do Sistema de Assistência à Saúde (SAS) não possam dar o atendimento previsto.

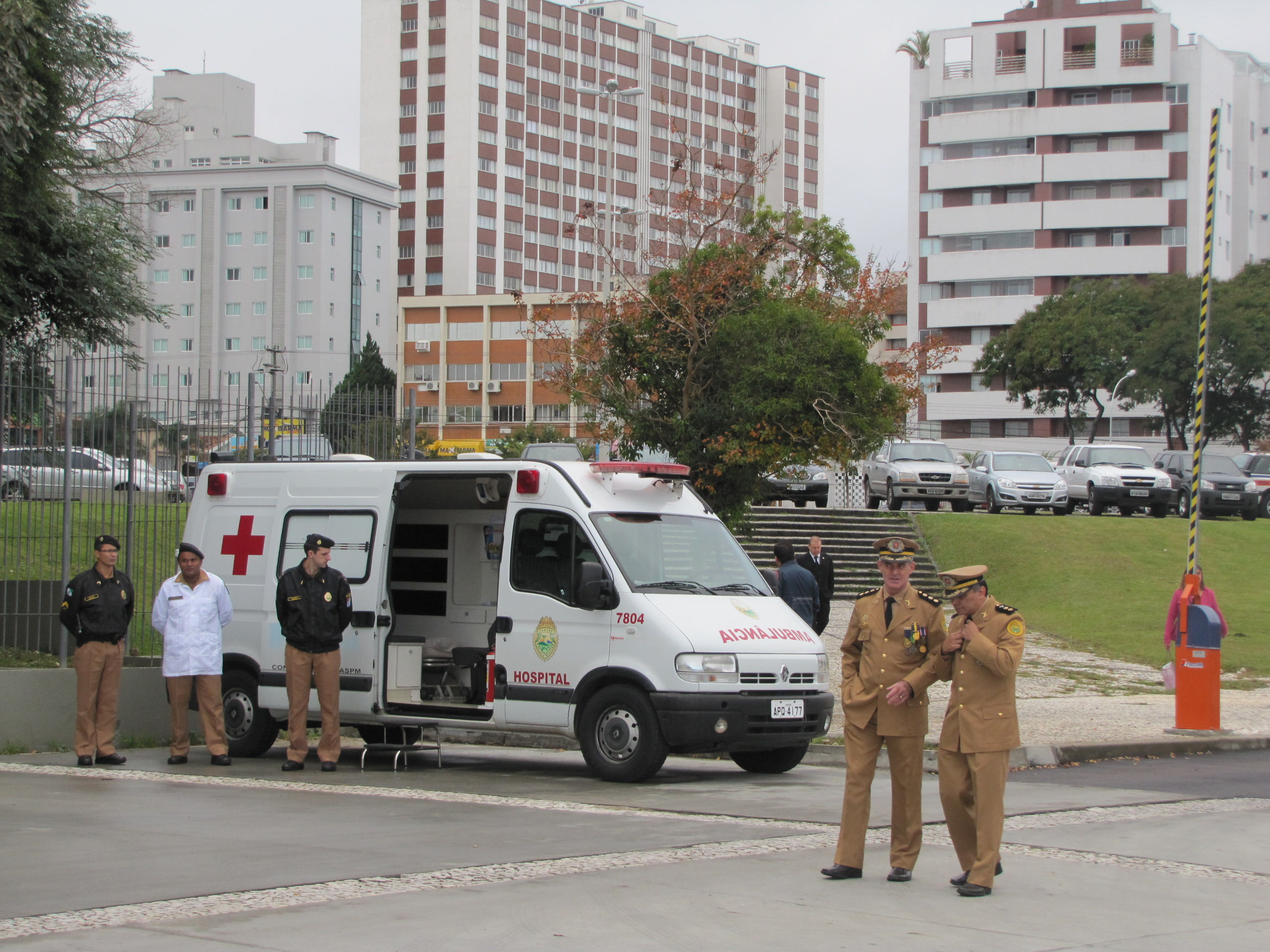
Ambulância do HPM/PMPR.

Serviços
Pronto-Atendimento;
Centro Cirúrgico;
Unidade de Terapia Intensiva (UTI);
Ambulatório e Consultórios;
Enfermarias;
Unidade Materno-Infantil;
Fisioterapia;
Centro de Diagnósticos e de Imagens;
Laboratório;
Farmácia.
Em 2016 o HPM fez 1.751 cirurgias, 12,8 mil exames de diagnóstico por imagem, 253.042 exames laboratoriais, 12.763 sessões de fisioterapia e 69.146 consultas médicas em suas dependências; das quais, 22.355 foram realizadas no Pronto Atendimento em caráter de urgência ou emergência. O HPM fez ainda 162.163 atendimentos externos nas áreas de pediatria, oftalmologia, psiquiatria, medicina nuclear, exames cardiológicos e de diagnóstico por imagem, cirurgia cardíaca, quimioterapia, endoscopia, entre outros. E segundo seu diretor, o coronel médico Mauro Fernando Kurten Ihlenfeld (2017), o hospital conta com mais de cem contratos administrativos firmados entre a Secretaria de Estado da Segurança Pública e Administração Penitenciária para serviços médico-hospitalares realizados por diversos prestadores credenciados.

#### Centro Odontológico da Polícia Militar (COPM)
A assistência odontológica na PMPR se iniciou com o cirurgião-dentista Mário Chaurais, em 1903; o qual voluntariamente se ofereceu para prestar serviços dentários aos praças. Entretanto o primeiro dentista contratado oficialmente foi o Dr. Júlio Antonio Xavier, em 01 de julho de 1911; o qual foi comissionado como oficial, no posto de tenente-dentista. Concomitantemente, foi instalado um gabinete dentário, bem como foi adquirido todo o ferramental cirúrgico.
A atual denominação como Centro Odontológico (COPM), dirigido por um tenente-coronel-dentista, foi oficializada pela Lei de Organização Básica (LOB), de janeiro de 1976.
Seção de Policlínica Odontológica;
Seção de Radiologia Odontológica.

#### CentroVeterinárioda Polícia Militar (CVPM)
O Centro Veterinário da Polícia Militar (CVPM) está sediado no Regimento de Polícia Montada e tem por objetivo dar atendimento aos equinos e caninos da corporação. O primeiro veterinário da PMPR foi o Dr. Constantino Stropa, contratado em 1893. Em 1901 foi oficializado o posto de alferes-veterinário; contudo, somente em 21 de março de 1908 é que foi efetivado o Alferes Theodor Stock. Em 1917 o Serviço Veterinário foi instituído na Força Militar do Estado (PMPR). E a atual denominação, como Centro Veterinário da Polícia Militar (CVPM), foi oficializada pela Lei de Organização Básica (LOB), de janeiro de 1976.
Setor administrativo;
Centro Cirúrgico;
Farmácia;
Setor canino;
Radiologia;
Laboratório;
Enfermarias.

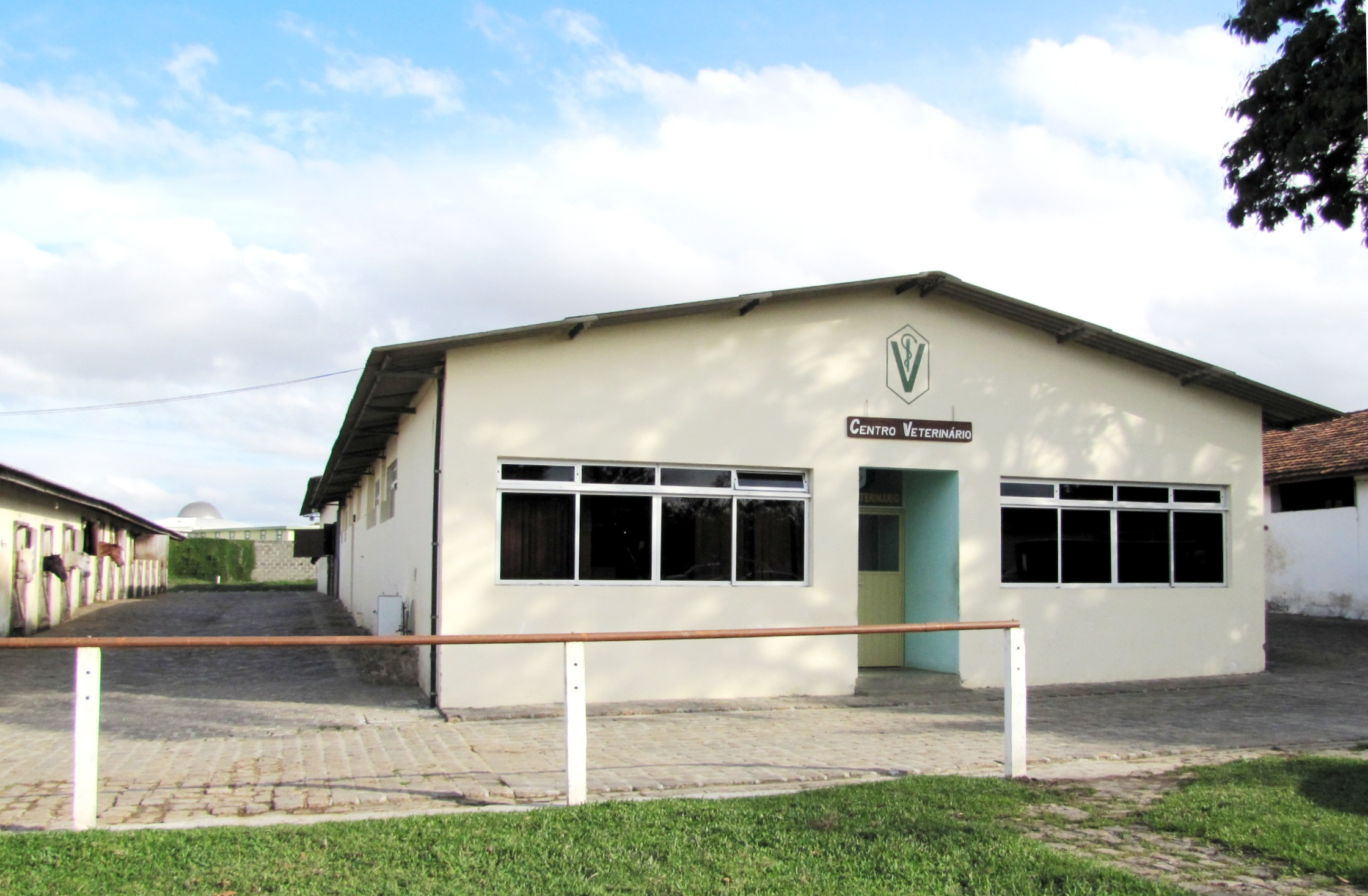
Centro Veterinário do RPMon - 2010.

Observação: Os animais a serviço da corporação são regidos por legislação própria, sendo considerados servidores do Estado. Após um período pré-determinado são aposentados por tempo de serviço. Os equinos são soltos numa invernada (local de recuperação, doma e reprodução), onde recebem tratamento e alimentação. Os cães são doados a seus treinadores.

#### CentroTerapêutico(CeTe)
O Centro Terapêutico presta serviços aos policiais e bombeiros militares da ativa ou da reserva, bem como aos seus dependentes desde 3 de março de 2008. O CeTe é constituído por uma equipe multiprofissional composta por policiais militares, médicos psiquiatras, psicólogos, assistentes sociais, enfermeiros, terapeutas ocupacionais, estagiários em psicologia e serviço social.
No CeTe são oferecidos os seguintes serviços:
- Clínica-dia para dependência química - pacientes com dependência química e/ou alcoolismo;
- Programa de Prevenção à Saúde Mental (PRESMEN) - serviço com abordagem psicossocial na residência do paciente, onde exista demanda com queixa de transtorno mental para militares;
- Programa de Avaliação e Acompanhamento em Ocorrência de Alto Risco (PROAAR) - direcionado para policiais ou bombeiros que tenham se envolvido em ocorrência de alto risco, com ou sem óbito, visando a prevenção do estresse pós-traumático;
- Medida de Segurança (MS) - atende militares que tenham determinação judicial pela Vara da Auditoria Judicial Militar Estadual (VAJME), para cumprimento de medidas nos casos pertinentes a transtornos mentais;
- Avaliação para Internamento - atende, avalia e encaminha militares e seus dependentes com transtorno mental ou dependência química, para as diversas modalidades de tratamento em Hospitais ou Clínicas Especializadas.

#### Unidade Básica de Saúde (UBS)
As Unidades Básicas de Saúde foram criadas pela Portaria do Comando Geral Nº 673, de 2010. As UBS propiciam atendimento médico básico nas sedes das OPMs (Organizações Policiais Militares), com o objetivo de dar acesso imediato a testes periódicos, exames e consultas; visando a prevenção e uma melhor qualidade de vida aos policiais militares da Ativa. Toda UBS possui atendimento odontológico, psicológico, nutricionista, bioquímico, médico e de educadores físicos. Contando para isso com uma estrutura administrativa composta por variados profissionais de saúde. Atualmente (2016), três OPMs possuem UBS: o 3º BPM, 12º BPM e o 13º BPM.

### Diretoria de Desenvolvimento Tecnológico e Qualidade
A Diretoria de Desenvolvimento Tecnológico (DDTQ) foi criada com a finalidade de gerenciar toda a tecnologia da informação, da Corporação, e promover a elevação da qualidade dos serviços administrativos e operacionais da Polícia Militar do Paraná.
- Estrutura administrativa

Setor de Gestão de Qualidade (GQ);
Centro de Suporte, Produção e Gerenciamento de Dados (CSPGD);
Centro de Sistemas de Informação (CSI);
Centro de Telecomunicações (CTEL);
Centro de Redes (CRED).

### Diretoria de Polícia Comunitária de Direitos Humanos
A Diretoria de Polícia Comunitária de Direitos Humanos tem por missão  desenvolver, difundir e coordenar a doutrina, filosofia e prática de polícia comunitária, direitos humanos e ações de responsabilidade social da Polícia Militar do Paraná.

## Brasões das diretorias
Dentro das diretorias, cada sub-setor também possui suas próprias versões de brasões. 

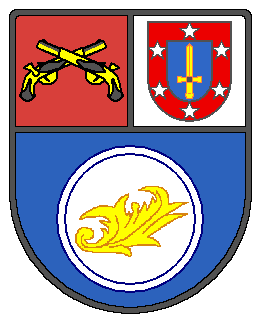
DAL
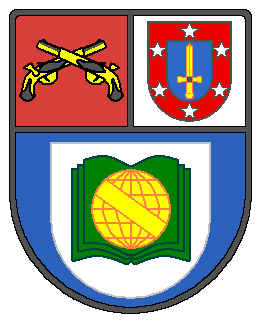
DEP
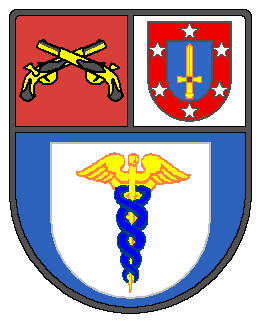
DF
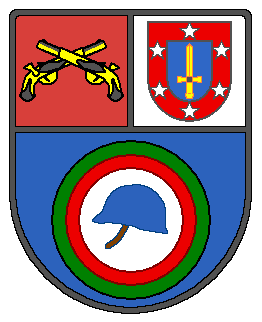
DP
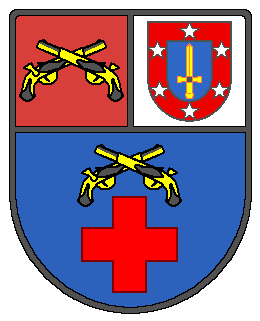
DS
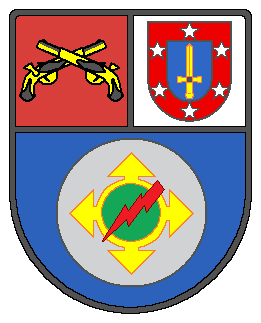
DDTQ